# Katrancılar, Eşme
Katrancılar là một xã thuộc huyện Eşme, tỉnh Uşak, Thổ Nhĩ Kỳ. Dân số thời điểm năm 2010 là 88 người.